# Megalancistrus
Megalancistrus is een geslacht van straalvinnige vissen uit de familie van de harnasmeervallen (Loricariidae).

## Soorten
- Megalancistrus barrae (Steindachner, 1910)
- Megalancistrus parananus (Peters, 1881)